# Заборская волость
Забо́рская волость — административно-территориальная единица в составе Суражского (с 1921 – Клинцовского) уезда.
Административный центр — село Заборье.

## История
Волость образована в ходе реформы 1861 года.
В ходе укрупнения волостей, в 1920-е годы к Заборской волости была присоединена соседняя Лотаковская волость.
В 1929 году, с введением районного деления, волость была упразднена, а её территория разделена между Красногорским и Гордеевским районами Клинцовского округа Западной области (ныне в составе Брянской области).

## Административное деление
В 1919 году в состав Заборской волости входили следующие сельсоветы: Антоновский, Барсуковский, Батуровский, Вяжновский, Вышнемельницкий, Заборский, Кибирщинский, Макаричский, Медведевский, Нижнемельницкий, Хармынский.
По состоянию на 1 января 1928 года, Заборская волость включала в себя следующие сельсоветы: Антоновский, Барсуковский, Батуровский, Вяжновский, Ермоленский, Заборский, Ивановский, Кибирщинский, Кургановский, Ларневский, Лотаковский, Макаричский, Медведевский, Морозовский, Николаевский, Понебельский, Роговецкий, Хармынский.